# Fazlur Rahman
Fazlur Rahman (arabisch فضل الرحمان, DMG Faḍl ar-Raḥmān) (* 21. September 1919; † 26. Juli 1988) war ein pakistanischer Philosoph und liberaler islamischer Denker, der von 1969 bis zu seinem Tod als Hochschullehrer an der University of Chicago tätig war.

## Leben
Geboren in Britisch-Indien auf dem Gebiet, das heute zu Pakistan gehört, studierte Fazlur Rahman an der University of the Punjab in Lahore (Master in Arabischer Sprache 1942) und anschließend an der Oxford University, wo er 1949 promoviert wurde. Von 1950 bis 1958 war er als Lecturer für Persische Studien und Islamische Philosophie an der Durham University tätig, von 1958 bis 1961 Associate Professor im Institut für Islamische Studien der McGill University in Montreal. Internationale Aufmerksamkeit erhielt er zum ersten Mal 1952 mit seinem Buch Avicenna's Psychology, in dem er den Einfluss des muslimischen Philosophen Avicenna auf Thomas von Aquin herausarbeitete.
1961 kehrte Fazlur Rahman nach Pakistan zurück, um dort das von General Ayyub Khan gegründete Central Institute of Islamic Research in Karatschi zu leiten, das eine modernistische Interpretation des Islams entwickeln sollte. In dieser Zeit verfasste er eine Reihe von Artikeln über die Sunna und die Hadith-Überlieferungen, die später in dem Buch Islamic Methodology in History herausgegeben wurden. Fazlur Rahmans Versuche, das Central Institute zum Kampf gegen traditionalistische Muslime zu mobilisieren, scheiterten aber. Da Fazlur Rahman als Hauptberater von Ayyub Khan galt, sahen die Ulama in ihm ein Instrument der Regierung, ihre Autorität auszuschalten. Besonders kontrovers war auch seine kritische Position zu den Hadithen, wegen derer er von seinen Gegnern als "destroyer of hadiths" verschrien wurde.
1969 wurde Fazlur Rahman zum Professor für Islamisches Denken an die University of Chicago berufen. In dieser Position verfasste er unter anderem sein Buch Islam and Modernity: Transformation of an Intellectual Tradition, in dem er zu einer historisch-kritischen Auseinandersetzung mit dem islamischen Erbe aufrief.
Zu den Schülern Fazlur Rahmans gehört Mustafa Cerić, von 1993 bis 2012 Großmufti von Bosnien und Herzegowina. Das Denken Rahmans hat die Theologie der Ankaraner Schule maßgeblich beeinflusst.

## Lehre
Die Kernaussage von Rahmans Lehre ist, dass die rechtliche Auslegung des Korans und der Sunna seit dem Tode des Propheten falsche Wege gegangen ist, indem sie nicht nach der allgemeinen Ethik fragte, welche der Koran zu vermitteln sucht, sondern in einzelnen Überlieferungen Antworten auf konkrete Fragen zu finden suchte. Dies ist der Hauptgrund für den aus Rahmans Sicht negativen Zustand der heutigen islamischen Länder wie auch der Welt an sich. Ein weiterer wichtiger Punkt ist Rahmans Kritik an den Rechtsschulen. Die Rechtsschulen haben gemäß Rahman ein auf Autoritäten basierendes, dogmatisches System der Auslegung von Koran und Sunna hervorgebracht. Insbesondere die Festlegung auf Detailfragen im Rahmen der Hadithwissenschaft ist kritisch zu betrachten. Rahman lehnt sowohl Taqlīd als auch Idschmāʿ ab.
Weiterhin kritisiert Rahman die islamische Theologie. Insbesondere die aschʿaritische Theologie hat mit ihrer strikten Prädestinationslehre und der Betonung der Allmacht Gottes, ihrer anti-rationalistischen Ausrichtung und der Unfreiheit des Menschen zur Formierung von Dogmen beigetragen. Indem ein Verständnis für den Offenbarungs- und Zeitkontext gewonnen wird lässt sich das eigentliche Ziel der jeweiligen Verkündigungen oder Handlungen Mohammeds feststellen und somit die dem Koran zugrundeliegende Ethik erfassen. Diese muss in einem zweiten Schritt zeitgemäß angewendet werden. Ziel ist es, eine islamische Weltsicht zu entwickeln, die zeitgemäßg angewendet in verschiedenen politischen Ordnungen oder wirtschaftlichen Systemen bestehen kann.

## Werke
- Avicenna's Psychology. Edited and translated by Fazlur Rahman. London 1952.
- Islamic Methodology in History. Karachi 1965.
- The Philosophy of Mulla Sadra. Studies in Islamic Philosophy and Science. State University of New York Press, Albany, 1975.
- Islam. 2. Aufl. Chicago, Ill., Univ. of Chicago Pr., 1979.
- Islam and Modernity. Chicago 1982. Auszüge bei Charles Kurzman (Hrsg.): Liberal Islam. A Sourcebook. Oxford 1998. S. 304–318.
- Towards reformulating the Method of Islamic Law: Sheikh Yamani on "Public Interest". Journal of International Law and Politics.
- Some key ethical concepts of the Quran. Journal of Religious Ethics. 1983.